# 巴伐利亞的蘇珊娜
巴伐利亞的蘇珊娜（德語：Susanna von Bayern，1502年4月2日—1543年4月23日），巴伐利亞公爵阿爾布雷希特四世的女兒，母親是奧地利的庫妮根德。

## 家庭
1518年，蘇珊娜與布蘭登堡-庫爾姆巴赫藩侯卡西米爾結婚，兩人共有1子2女：
1. 瑪麗（1519年—1567年）
2. 阿爾布雷希特（1522年—1557年）
3. 庫妮根德（英语：Kunigunde of Brandenburg-Kulmbach）（1524年—1558年）